# Kebulusan
Kebulusan is een bestuurslaag in het regentschap Kebumen van de provincie Midden-Java, Indonesië. Kebulusan telt 4241 inwoners (volkstelling 2010).